# Kopf um Kopf
Kopf um Kopf – Ein Spiel um Wissenschaft war eine Spielshow, die 1971 von Alexander von Cube und Hans Ahlborn erfunden wurde und von 1972 bis 1991 im WDR-Fernsehen ausgestrahlt wurde.
Zwei Teams (Schüler gegen Lehrer bzw. seltener Schüler gegen Eltern) mussten wissenschaftliche Phänomene erklären, die als kurze, ungewöhnliche Experimente vorgeführt wurden. Ein Motto der Sendung war, festzustellen, was die Schüler schon wissen und die Lehrer noch wissen. Dementsprechend wurde die Lehrermannschaft von Lehrkräften mit sozial- oder geisteswissenschaftlichen Fächerkombinationen gebildet, während die Schülermannschaften in der Regel von den naturwissenschaftlichen Leistungskursen gestellt wurden.
Nach einer kurzen Bedenk- und Beratungszeit, die mit Musik untermalt wurde (in den früheren Sendungen Bourée von Jethro Tull, später verschiedene Titel), musste ein Sprecher des Teams eine Begründung abgeben. Verteilt wurden bis zu drei Punkte. Oft gab es jedoch Trostpunkte für teilweise richtige Ansätze.
Eine Aufgabe war z. B. das Ziegenproblem (Geometrie). Viele der Aufgaben stammten aus dem Buch Der fliegende Zirkus der Physik von Jearl Walker.
Neben den Aufgaben an die Studioteams gab es eine anspruchsvolle Zuschauerfrage, mit für damals hochwertigen Preisen wie einem C64.
Die bekanntesten Moderatoren waren Alexander von Cube (1977–1991) und Thomas von Randow. Unterstützt wurden sie (jeweils in Doppelmoderationen) von Hans Ahlborn (bis zu seinem Tode 1975), Karl-Heinz Wocker, Georg Rudinger, Gero von Boehm, David E. H. Jones (Chemie-Professor aus Newcastle upon Tyne), Prof. Werner Klein, Prof. Wolfgang Bürger sowie zeitweise auch durch den jungen Joachim Bublath und den späteren WDR-Computerclub-Moderator Wolfgang Back.
Am Ende der Sendung erhielten die Teams Plüsch-Eulen; die der Vorletzten waren etwas größer als die der zweiten Sieger.